# Mecaya
Mecaya je rijeka u Kolumbiji, desna pritoka rijeke Japurá, koja se u tom dijelu zove Caquetá. Pripada porječju rijeke Amazone.